# 9712 Nauplius
A 9712 Nauplius (ideiglenes jelöléssel 1973 SO1) egy kisbolygó a Naprendszerben. Cornelis Johannes van Houten, Ingrid van Houten-Groeneveld és Tom Gehrels fedezte fel 1973. szeptember 19-én.